# Bouwfonds
Bouwfonds, est un groupe immobilier international, filiale de la Rabobank.
Bouwfonds compte parmi les plus grandes sociétés immobilières aux Pays-Bas. Le 1er janvier 2009, le groupe change de nom. Il s'appelle désormais Rabo Vastgoedgroep. Selon le rapport, « (...) le personnel de Bouwfonds a divulgué des documents au PDG d'ABN Amro, Rijkman Groenink, qui comprenaient des détails confidentiels sur une offre d'ING, ce qui a permis à ABN Amro de devancer l'offre. Ces documents comprenaient des détails confidentiels sur une offre d'ING, ce qui a permis à ABN Amro de surpasser l'offre ». Depuis décembre 2006, Bouwfonds fait partie de Rabo Real Estate Group.

## Activité
Bouwfonds connaît trois pôles d’activités immobilières :
- Développement
- Financement
- Gestion